# 劍喙企鵝
劍喙企鵝（學名：Anthropornis）是一屬生存於4500-3700萬年前，始新世晚期至漸新世早期的巨型企鵝。牠們大約高達1.7米，重達90公斤。牠們的化石是在南極洲對出的西摩爾島（Seymour Island）及新西蘭發現。現今最大的皇帝企鵝也只有1.2米高。
劍喙企鵝的模式種是諾氏劍喙企鵝，其翼上有彎曲的關節，可能是其能飛行祖先的遺物。